# 艾姆斯研究中心
艾姆斯研究中心（英語：Ames Research Center），也称为美国宇航局艾姆斯，是美国宇航局位于加利福尼亚州硅谷莫菲特联邦机场的一处大型研究中心 。1939年成立之初为美国国家航空咨询委员会（NACA）下辖第二实验室。1958年10月1日，该机构撤消，其资产及人员并入新成立的美国国家航空航天局。“美国宇航局艾姆斯”这一名称取自物理学家、国家航空咨询委员会创始成员之一-“约瑟夫·斯威特曼·艾姆斯”（Joseph Sweetman Ames）。据最新估计，美国宇航局艾姆斯拥有超过30亿美元资本的设备、2300名研究人员和8.6亿美元的年度预算。
艾姆斯成立之初主要专门从事螺旋桨飞机空气动力学的风洞研究，迄至今日，其研究范围已涵盖航天和信息技术领域。艾姆斯在美国宇航局的许多任务中都扮演着重要角色，在天体生物学、小型卫星、月球探测机器人、寻找宜居行星、开发超级计算机、智能/自适应系统、先进热防护以及航空天文学等方面发挥着主导作用。艾姆斯还为更安全、更高效的航空管理开发系统工具。该中心现任主管为“彼得·沃登”（Pete Worden）。
该机构是数项关键任务（开普勒太空望远镜、同温层红外线天文台（SOFIA）、太阳界面区成像光谱仪卫星）的运行控制中心，猎户座载人探索飞船的参与者，它也是“新探索焦点”的主要贡献者。

## 任务
虽然艾姆斯是美国宇航局的一个研究中心，而非飞行中心，但它一直紧密参与了许多天文学和太空探索任务。 
1965年至1978年间，先驱者计划八次成功的太空任务就由艾姆斯的查尔斯·霍尔（Charles Hall）负责管理，最初的目标是内太阳系。到1972年，通过“先驱者10号”和“先驱者11号”的发射，支持了前往木星和土星的外太阳系飞越任务，成为五年后更复杂的“旅行者1号”和“旅行者2号”任务的开拓者（辐射环境、新的卫星、重力辅助飞行）。1978年，先驱者计划结束于再回到内太阳系探索的先驱者金星轨道器和先驱者金星联合探测器，这一次的任务是进入环金星轨道而非仅仅飞越。
月球勘探者是美国宇航局选择的第三项任务，作为发现计划的一部分进行全面开发和实施。这项为期19个月的任务耗资6280万美元，该探测器被发射到月球低高度极轨道，完成了表面成分和可能的极地沉积冰测绘、磁场和重力场测量，以及月球释气事件研究。根据月球勘探者中子光谱仪（NS）数据，任务科学家测出月球极地陨坑中确实存在水冰。该任务于1999年7月31日结束，轨道飞行器被引导撞击月球南极附近的一座陨石坑（失败），希望通过从地球望远镜观察撞击产生的蒸气光谱特征来分析月球极地水。 
2006年12月16日，“基因星1号”，一颗里面携带了细菌的11磅（5千克）微型实验室发射升空。美国宇航局这颗极小的卫星证明，科学家们可快速设计和发射一种新型廉价的航天器，并进行重要的科学研究。
2009年4月，月球陨石坑观测和传感卫星与月球勘测轨道飞行器一道，从佛罗里达州肯尼迪航天中心搭乘同一枚阿特拉斯V型运载火箭发射升空，开启了它探寻月球之水的旅程，而月球勘测轨道飞行器则执行另外的任务。

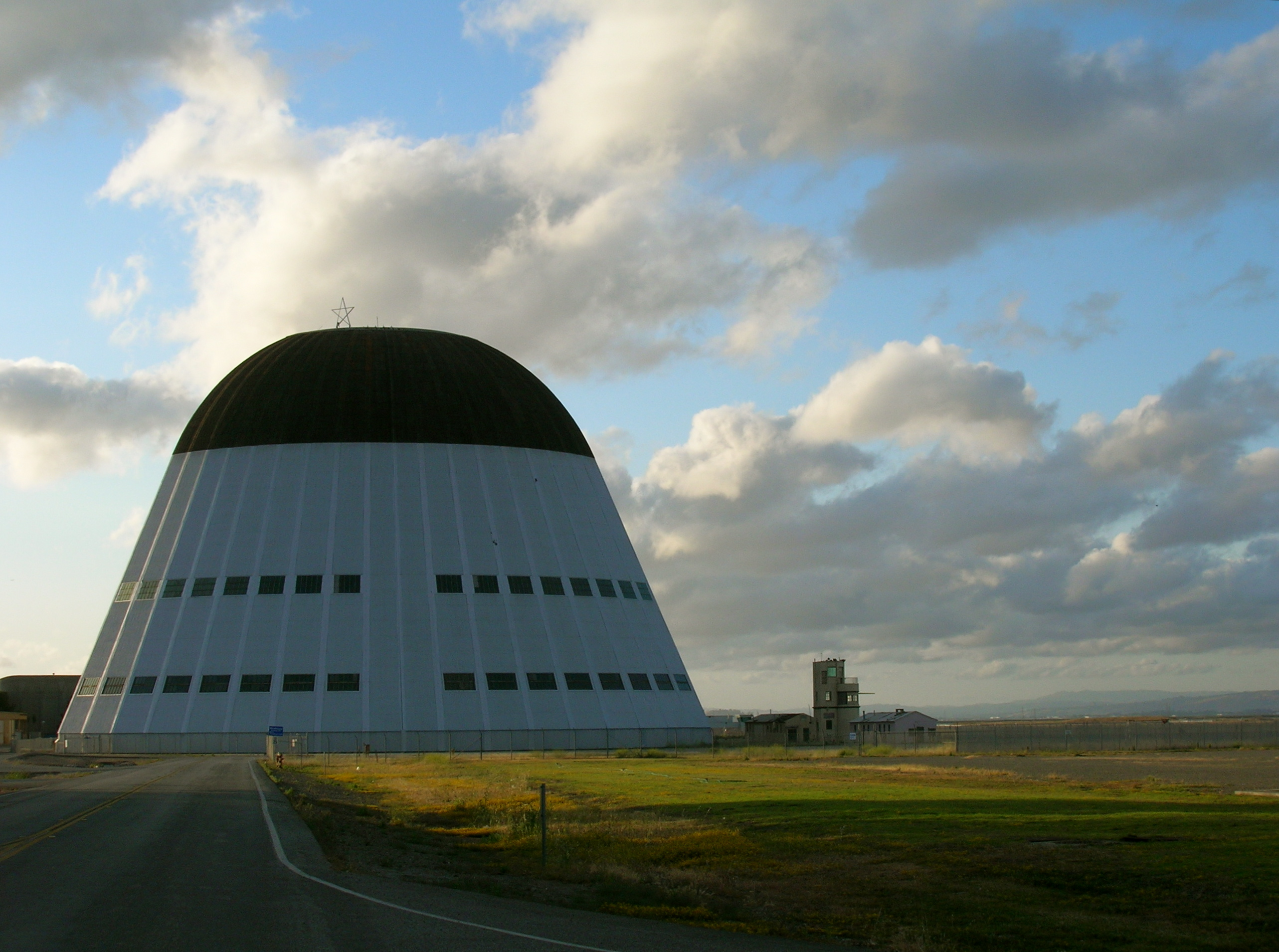
位于加利福尼亚州山景城的一号机库，原是美国海军的飞艇库。

开普勒太空望远镜是美国宇航局首次能够发现类似地球甚或更小行星的任务。开普勒任务监测恒星的亮度，以寻找行星轨道上从它们前面经过的行星。在此过程或“凌日”期间，行星会略微降低恒星的亮度。
同温层红外天文天文台（SOFIA）是美国和德国航空航天机构的联合项目，美国宇航局和德国航空航天中心（DLR）合作制造一架红外望远镜平台，该平台可飞行在地球大气层水汽上方，使其处于红外透明状态。飞机由美国提供，德国负责红外望远镜。一架波音747SP机身进行了专门的改装，以容纳望远镜、任务专用设备和由韦科L-3通信集成系统有限公司制作的大型舱门。
太阳界面区成像光谱仪卫星是一项与洛克希德·马丁公司太阳和天体物理实验室合作的任务，主要用来了解太阳色球和日冕间的过渡层过程，该任务由美国宇航局小型探索者计划资助。
月球大气与粉尘环境探测器（LADEE）任务由美国宇航局艾姆斯开发，2013年9月6日被成功发射到月球。
此外，艾姆斯研究中心还在多项任务中发挥了支持作用，其中最著名的是火星探路者和火星探测漫游者任务，艾姆斯智能机器人实验室在这些任务中起到了关键作用。美国宇航局艾姆斯也是火星“凤凰号”的合作伙伴，这是一项火星探索计划任务，旨在向火星高纬度区发送一架着陆器。该着陆器上安装的一条机械臂，可在水冰层中挖掘最深1.6英尺（半米）的沟渠并分析土壤成分。艾姆斯还也是火星科学实验室及其好奇号漫游车的合作伙伴，好奇号是一辆探索有机物和复杂分子迹象的下一代火星探测车。

## 空中交通管制自动化研究
航空系统部门主要从事两大主要领域的研究和开发：空中交通管理和仿真飞行模拟。在空中交通管理方面，研究人员正在创建和测试可使空域飞行航班量达到当前水平三倍的概念。自动化及其相伴的安全性是概念开发的关键基础。从历史上看，该部门开发的产品已被公共航空领域采用，如在全国范围内部署的交通管理顾问。在仿真飞行模拟方面，该部门运营着世界上最大的飞行模拟器（垂直运动模拟器），一台D级747-400模拟器和全景空中交通管制塔模拟器。这些模拟器已被用于多种用途，包括航天飞机飞行员的持续培训、未来航天器操控品质的开发、直升机控制系统测试、联合攻击战斗机评估和事故调查。该部门的人员具备多种技术背景，包括制导与控制、飞行力学、飞行模拟和计算机科学。除美国宇航局以外，其它客户还包括美国联邦航空局、国防部、国土安全部、运输部、国家运输安全委员会、洛克希德·马丁公司和波音公司等。 
该中心的飞行模拟和制导实验室在2017年被列入国家史迹名录。

## 信息技术

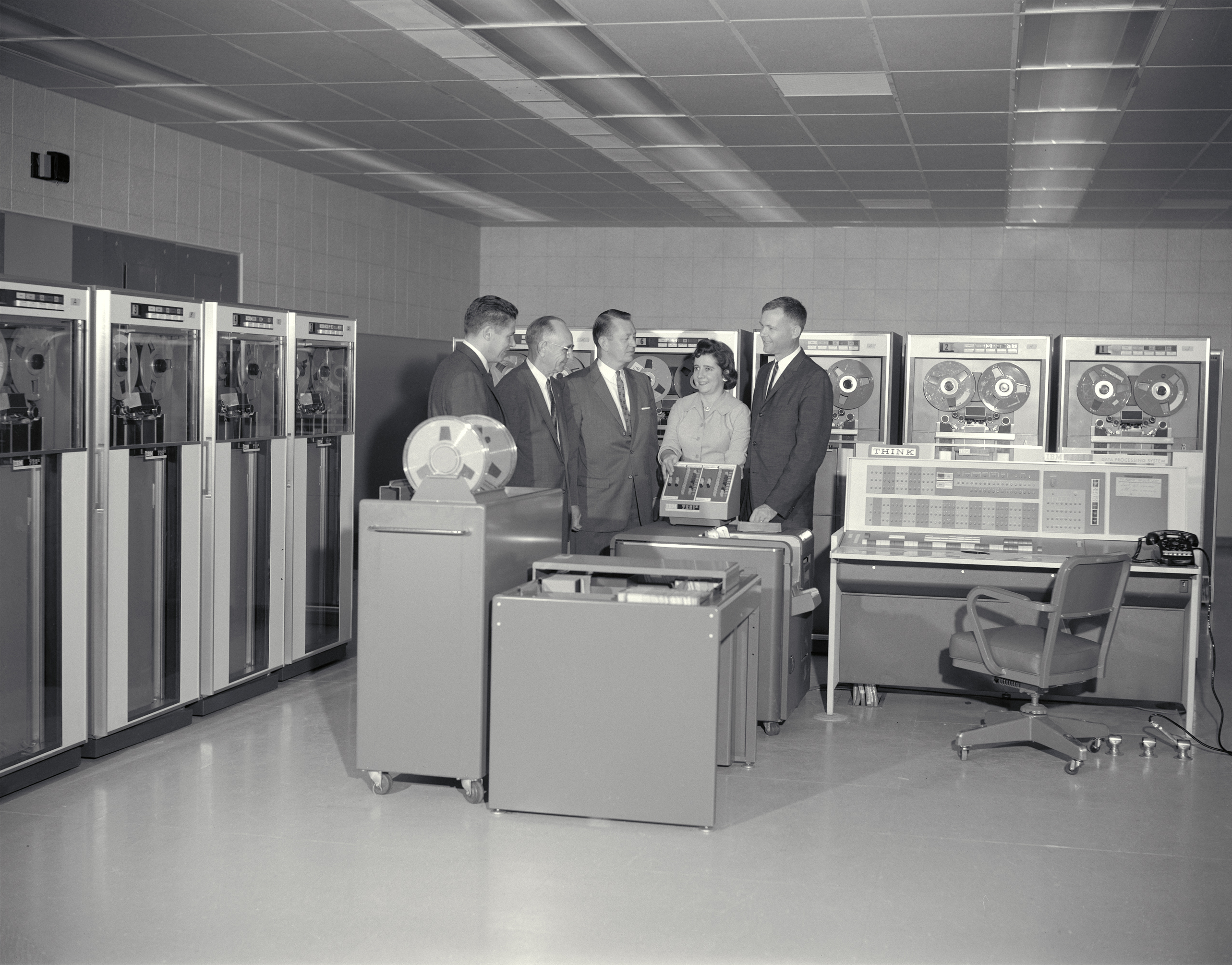
1961年，艾姆斯研究中心的IBM 7090大型计算机。左起第二位是艾姆斯的创始董事史密斯·德朗斯（Smith DeFrance）。

艾姆斯研究中心是美国宇航局先进超级计算机、人体工学和智能系统等大型研发部门所在地。这些研发机构支持了美国宇航局的探索活动以及国际空间站的持续运行和整个美国宇航局的空间科学和航空工程研究。该中心还负责运行和维护域名系统（DNS）的E根域名服务器。
智能系统部门是美国宇航局领先的研发部门，为所有美国宇航局任务部门开发先进的智能软件和系统。它为航空、太空探索任务、国际空间站和载人探索飞船（CEV）提供软件专业知识。
首艘太空人工智能（深空1号）是由TI代码开发，每日计划火星探测漫游者活动的MAPGEN软件也是如此，同样的核心推理器被用于集成凤凰号着陆器操作，以及国际空间站太阳能电池板的规划系统。国际空间站的控制力矩陀螺仪健康管理综合系统、具有语义搜索工具的协作系统以及强大的软件工程完善了TI 代码的应用范围。
人机综合部门“通过对人类行为和人机交互的分析、测试和模拟，推进复杂航空航天系统的人性化设计和操作，以明显提高安全性、效率和任务成功率” 。几十年来，人机综合部门一直处于人性化航空航天研究的前沿。该部门拥有100多名研究人员、承包商和管理人员。 
先进超级计算部门运营艾姆斯研究中心数台最强大的超级计算机系统，包括每秒浮点运算次数达千万亿次规模的昴宿星（Pleiades）、艾特肯（Aitken）和厄勒克特拉（Electra）系统。最初它被称为数值航空动力学模拟部门，自1987年建成以来，已容纳了40多台研制和测试的超级计算机，并且一直在高性能计算领域处于领先地位，开发了整个行业使用的技术，包括“数值航空动力学模拟并行基准”（NAS Parallel Benchmarks）和”携带式批处理系统“（Portable Batch System）作业调度软件等。
2009年9月，艾姆斯研究中心推出了快速而强大的云计算平台“星云”（NEBULA），以符合安全规范的标准处理美国宇航局海量数据集。这一创新试点采用开源组件，符合联邦信息安全管理法案标准，可扩展到政府层级的需求，同时具有极高的效能。2010年7月，美国宇航局首席技术官克里斯·坎普（Chris C.Kemp）与莫索技术公司合作，开放了星云项目背后的“Nova”源代码技术，推出了OpenStack。OpenStack 随后成为计算机史上规模最大、增长最快的开源项目之一，截至2014年已纳入大部分主要发行的Linux版本中，包括红帽、甲骨文、惠普、苏制和科能等。

## 图像处理
艾姆斯研究中心是首批研究卫星航拍图像处理的单位之一，一些使用傅里叶分析进行对比度增强的开创性技术就是由该中心与电磁系统实验室公司（ESL Inc）研究人员所共同开发。

## 风洞

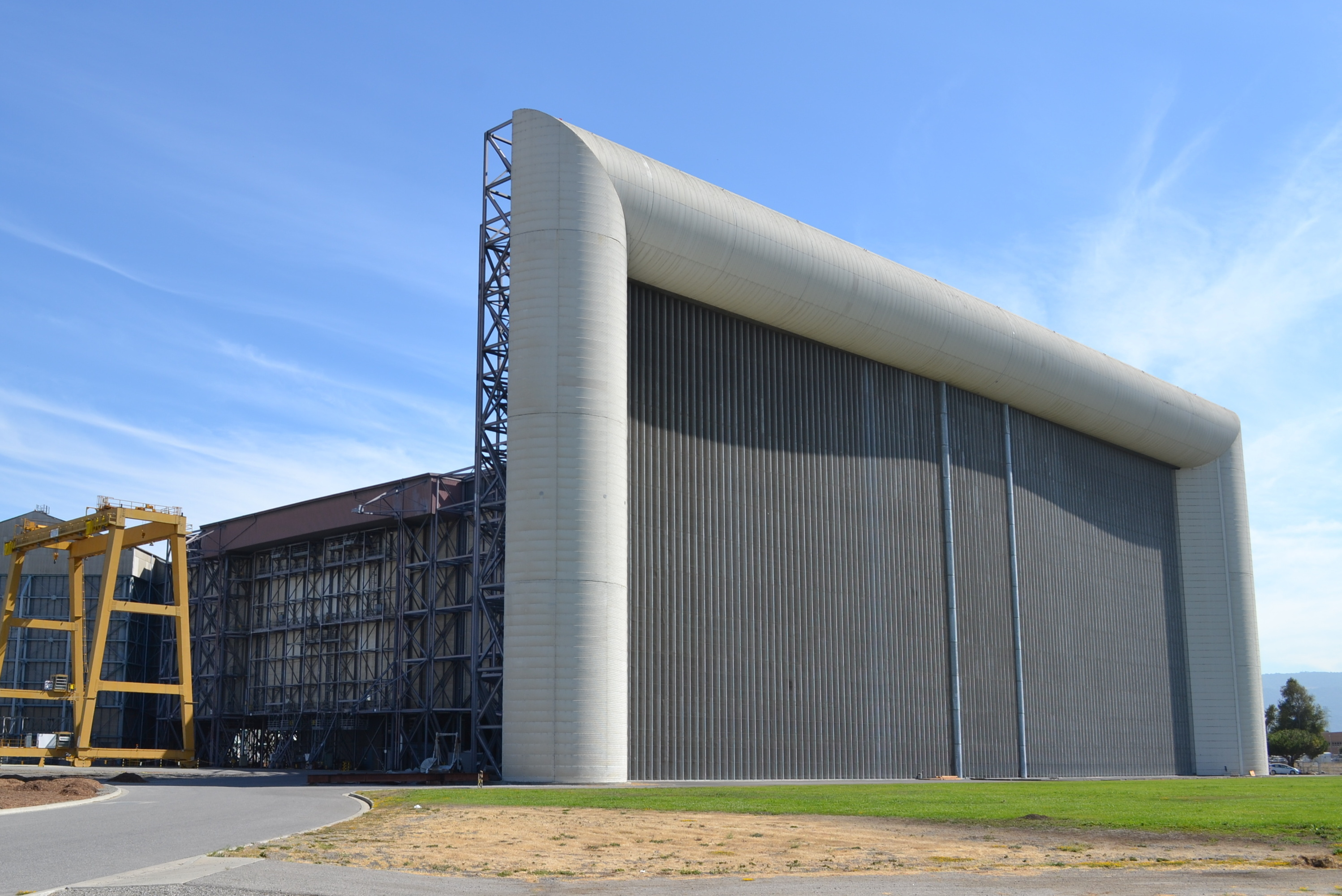
美国宇航局艾姆斯研究中心80×120英尺风洞（世界最大）的进气口之一。

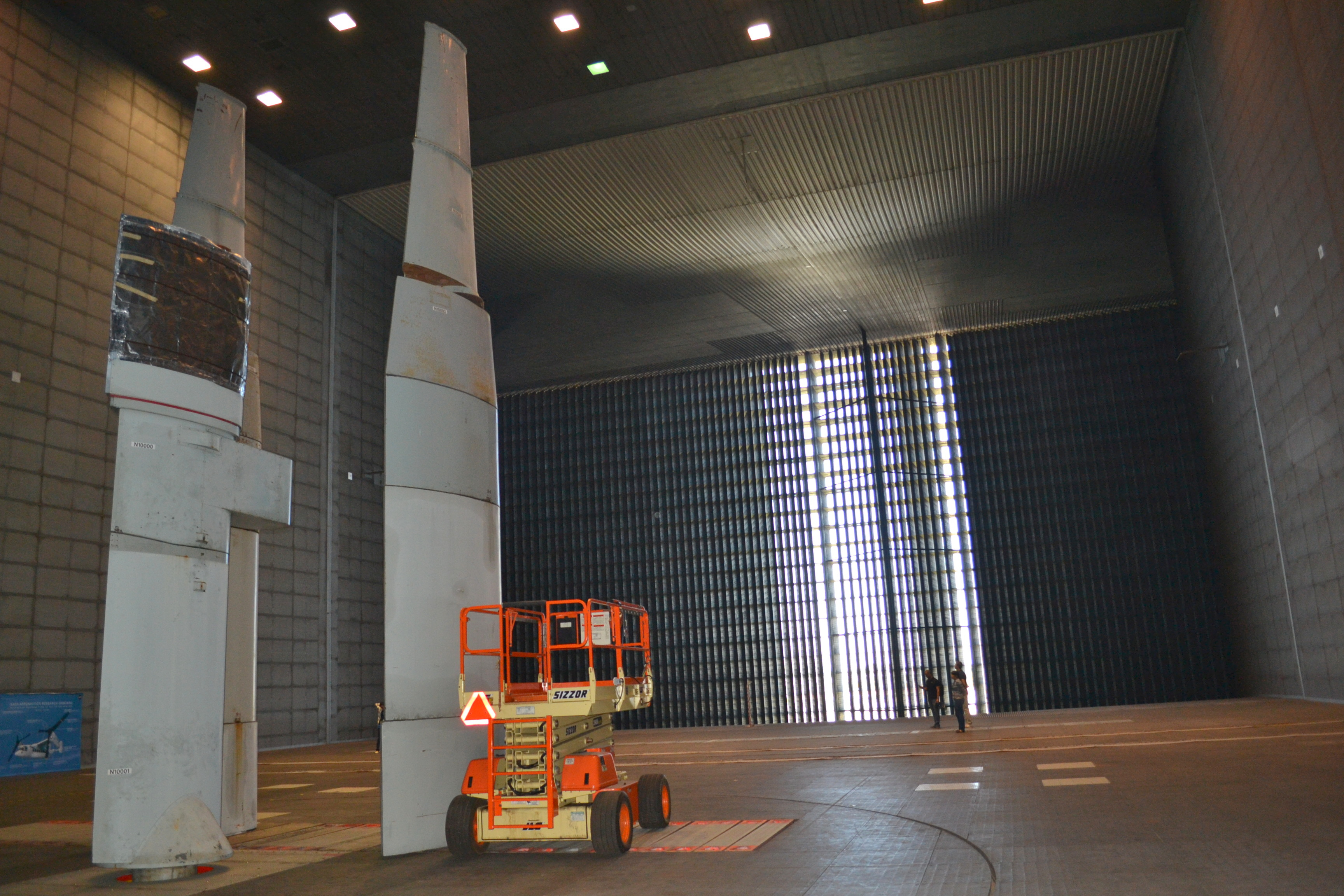
朝向进气口的80×120英尺风洞，飞机或比例模型可安装在前面的三根支柱上。在该照片中，三根支柱支撑着单片飞机机翼。

美国宇航局艾姆斯研究中心的风洞不仅庞大，而且，还因其能开展多样化科学和工程研究而闻名。

### 艾姆斯整体式风洞
根据1949年《统一规划法案》，整体式风洞（UPWT）于1956年竣工，耗资2700万美。自建成以来，该设施是使用最频繁的美国宇航局风洞。过去40年来，美国制造的每种主要商用飞机和几乎所有的军用喷气式飞机都在该风洞中进行过测试。水星、双子座和阿波罗飞船以及航天飞机模型也都在该隧道综合体中进行过测试。

### 国家全尺寸空气动力学综合体（NFAC）
艾姆斯研究中心还拥有世界上最大的风洞：国家全尺寸空气动力学综合设施，它大到足以测试全尺寸飞机，而非比例模型。该设施于2017年被列入国家史迹名录。 

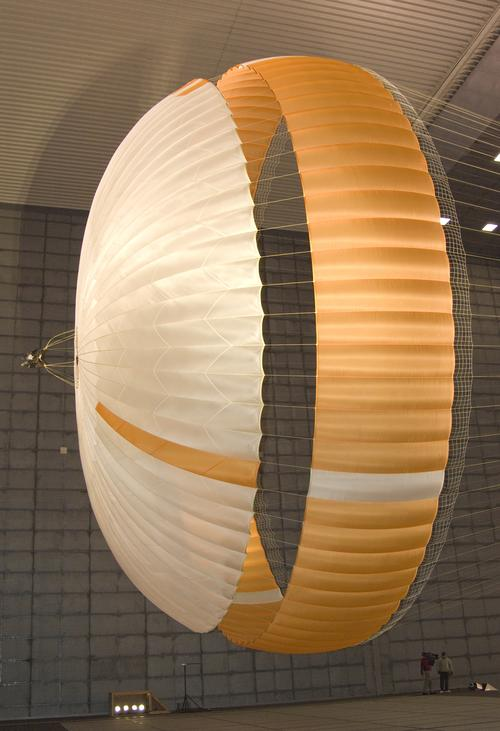
火星科学实验室着陆降落伞正在80×120英尺风洞中进行测试，注意图片右下角的人。

40×80英尺风洞隧道最初建于20世纪40年代，现能提供高达300节（560公里/小时；350英里/小时）的测试风速，用于支持空气动力学、动力学、模型噪声、全尺寸飞机及其部件等积极的研究项目，重点研究估算新构型气动特性计算方法的精度。该风洞也用于研究先进旋翼机和旋翼-机身相互作用的气动机械稳定边界，包括测定新飞机的静态和动态稳定性配置和控制导数，还确定了大多数全尺寸飞行器的声学特性，以及旨在发现和减少空气动力噪声源的声学研究。除常规数据收集方法（如平衡系统、压力测量传感器和温度传感热电偶）外，还可采用最先进的非侵入式仪器（如激光测速仪和阴影图）来帮助测定飞机升降面及周围气流的方向和流速。40×80英尺风洞主要用于测定高性能飞机、旋翼飞机和固定翼垂直/短距起降飞机的低速和中速空气动力学特性。
80×120英尺的风洞是世界上最大的风洞试验段。20世纪80年代，增加这一开路支段并安装了一套新的风扇驱动系统。目前它的空气流速可达到100节（190公里/小时；120英里/小时）。该部分的使用方式与40×80英尺部分类似，但能够测试更大的飞机，尽管速度较慢。一些已通过80×120英尺测试的项目包括：F-18大迎角飞行器、美国国防部高级研究计划署/洛克希德通用廉价的轻型战斗机、XV-15倾转旋翼飞机和先进回收系统翼伞。80×120英尺的测试段能够测试一架全尺寸的波音737飞机。
尽管国家全尺寸空气动力学综合体于2003年被美国宇航局除役，但现在由美国空军用作阿诺德工程发展综合体（AEDC）的卫星设施。

## 电弧喷射综合体
艾姆斯电弧喷射综合体是一座先进的热物理设施，可模拟在各种飞行和再入条件下，对飞行载具热保护系统进行持续的超音速和超高温测试。在七间可用试验舱中，目前四间装有不同配置的电弧喷射装置，而通用服务设施则有空气动力加热设备（AHF）、湍流管道（TFD）、面板试验设备（PTF）和交互加热设备（IHF）等，支持设备包括有两套直流电源、一套蒸汽喷射器驱动的真空系统和水冷系统、高压气体、数据采集系统及其他辅助系统等。 
这些系统的规模和容量使艾姆斯电弧喷射系统成为了独一无二的设施。最大输出电量可在30分钟内提供75兆瓦（MW），或在15秒内提供150兆瓦的功率。这种功率结合大容量五级蒸汽喷射真空泵系统，使该设施能够模拟与相对较大尺寸样本相匹配的高空大气飞行条件。
热物理设施分部运行四座电弧喷射设施；互动加热设备可用功率超过60兆瓦，为功率最高的电弧喷嘴之一，这是一套非常灵活的设备，能够长时间运行长达一小时左右，并能在停滞和平板结构中测试大型样本；面板测试设备（PTF）使用20兆瓦电弧加热器供能的半椭圆形喷嘴测试面板部分，可对样本进行长达20分钟的测试；湍流管道使用20兆瓦的霍尔电弧加热器，在平坦表面上提供超音速高温空气湍流，可测试尺寸为203×508毫米（8×2英寸）的样本；空气动力加热设备（AHF）具有与互动加热设备的电弧加热器相类似特性，可提供更宽泛的操作条件、样本尺寸和测试时长。冷空气混合静压室可模拟上升或高速飞行环境，使用空气或氮气催化的研究也可在这一灵活的平台上进行。五臂模型支持系统可让用户最大限度地提高测试效率。空气动力加热设备可配置高达20兆瓦的霍尔或分段式电弧加热器，1兆瓦的电力可满足750户的家庭用电。
2017年，电弧喷射综合体被列入国家史迹名录。

## 射程综合体

### 艾姆斯垂直射击靶场
艾姆斯垂直射击靶场（AVGR）旨在对月球撞击过程进行科学研究，以支持阿波罗任务。1979年，它作为一项国家设施由行星地质学和地球物理学项目资助建立。1995年，随着各项学科研究需求的不断增加，美国宇航局总部的三个不同探索项目（行星地质学和地球物理学、外生物学和太阳系起源）共同提供了核心资金。此外，艾姆斯垂直射击靶场还为各种拟议和正在进行的行星探测任务（如星尘号、深度撞击）提供了项目支持。
艾姆斯垂直射击靶场使用其0.30口径轻型气枪和火药枪，可发射射速为500-7000米/秒（1600-23000英尺/秒；1100-15700英里/小时）不等的弹丸。通过改变枪杆相对于目标真空室的仰角，可实现重力矢量从0°到90°的撞击角度，这一独特的功能对研究陨石坑的形成
过程极其重要。
靶室的直径和高度约为2.5米（8英尺2英寸），可放置各种靶标和安装夹具，它可将室内真空度保持在0.03托（4帕）以下，也可充入各种气体以模拟不同的行星大气。撞击事件通常用高速视频/胶片或粒子图像测速仪（PIV）记录。

### 超高速自由飞行靶场

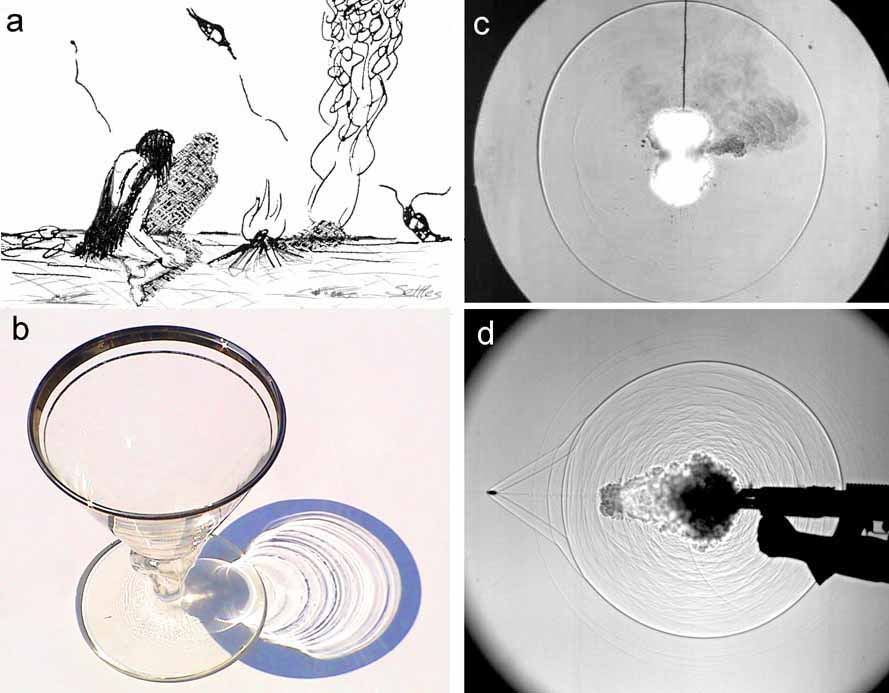
阴影图示例。

超高速自由飞行（HFF）靶场目前拥有两座现役设施：空气动力设施（HFFAF）和枪械开发设施（HFFGDF）。空气动力设施是一种结合弹道射程和激波管驱动的风洞，其主要目的是研究自由飞行弹道模型的气动特性和流场结构细节。
空气动力设施（HFFAF）建有一处配备了16个阴影成像站的测试区，每个站点都可拍摄超高速飞行模型的一对正交图像。这些图像与记录的飞行时间点相结合，可用于获得关键的空气动力学参数，如升力、阻力、静态和动态稳定性、气流特性和俯仰力矩系数。对于极高马赫数（M>25）的模拟，可将模型发射到激波管产生的逆流气流中。该设施还可设置用于超高速撞击试验，并具有气动热力学功能。目前火炮开发设施配置为操作1.5英寸轻气枪以支持美国宇航局高超音速飞行计划的持续热成像和过渡研究。
超高速自由飞行枪械开发设施（HFFGDF）用于枪械性能增强研究和偶尔的撞击试验，该设施采用与空气动力设施相同的轻气枪和火药枪将直径2至25.4毫米（0.13至1英寸）的弹丸，加速至0.5到8.5公里/秒（1100至19000英里/小时）的射速。迄今为止，大多数研究工作集中在地球大气层进入配置（水星、双子座、阿波罗和航天飞机）、行星大气层进入设计（海盗号、先驱者号、伽利略号和火星科学实验室）以及气阻减速（AFE）配置方面。该设施还用于超燃冲压发动机推进（国家空天飞机(NASP）和流星体/轨道碎片撞击研究(空间站和可重复使用发射系统)。2004年，该设施被用于泡沫碎片动力学测试，以支持航天器返回飞行。截至2007年3月，枪械开发设施已被重新配置为用于亚音速载人探索飞船（CEV）太空舱空气动力学研究的冷气枪操作。

### 电弧激波管
电弧激波管（EAST）设施用于研究超高速进入大气层时产生的辐射和电离效应，此外，它还可提供空气冲击波模拟，要求在1个标准大气压（100帕）或更大初始压力载荷下，在空气中产生可能的最强冲击。该设施具有三种独立的驱动器配置，以满足一系列测试要求：驱动器可以连接到102毫米（4英寸）或610毫米（24英寸）激波管的隔膜站，102毫米（4英寸）高压激波管也可以驱动762毫米（30英寸）激波管，驱动器的能量由1.25兆焦耳电容储能系统提供。 

## 美国地质调查局
2016年9月，美国地质调查局（USGS）宣布计划将西海岸科学中心从附近的门罗公园搬迁到莫菲特机场的艾姆斯研究中心。预计搬迁需五年时间，将于2017年开始，美国地质勘探局175名员工将迁往莫菲特。搬迁目的是为节省美国地质勘探局需支付给门洛公园园区750万美元的年租金。门罗公园的土地归联邦总务管理局所有，
联邦法律要求向该局按市价收取租金。

## 教育

### 航天局艾姆斯太空探索中心

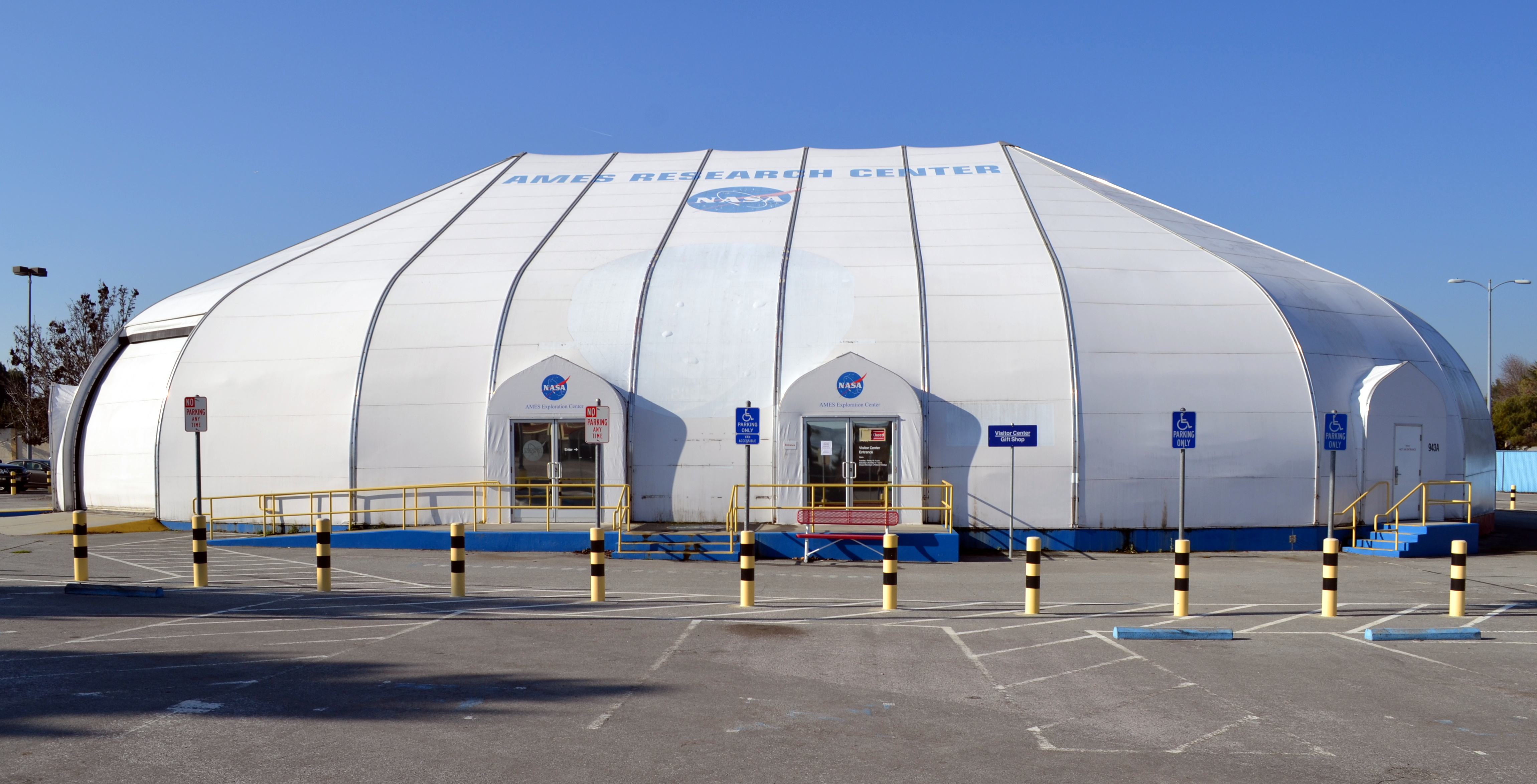
航天局艾姆斯太空探索中心

该探索中心是美国宇航局的科学博物馆和教育中心，这里有关于美国宇航局技术、任务和太空探索的展览和互动展演。月球岩石、陨石和其他地质样本在此展出，影院则播放美国国家航空航天局探索火星和行星的视频，以及艾姆斯研究中心科学家们的贡献。。

### 机器人联盟项目
1999年，马克·莱昂在他的导师戴夫·拉弗里指导下，创立了美国宇航局机器人教育项目-现称为机器人技术联盟项目，该项目FIRST机器人和BOTBALL机器人竞赛吸引了全国超过10万名的学生。项目的FIRST分项赛最初由FRC254号团队 （页面存档备份，存于），一支来自加利福尼亚州圣何塞市贝拉明高中的全男生“奶酪便便”队发起。2006年1868号团队 （页面存档备份，存于）与女童子军联合组建了一支全女生的“太空饼干”队。2012年加州山景高中971号 （页面存档备份，存于）“斯巴达机器人”队参加了该项目，这三支球队都战绩赫赫，全部都赢得过地区比赛，其中两队得过锦标赛冠军，两队获得地区主席奖，一队为名人堂团队，这三支队伍被统称为“主场团队”。 
该项目的任务是“创造机器人技术能力的人力、技术和规划资源，以实现未来的机器人太空探索任务”。

## 近期事件
尽管小布什政府总体上略微增加了对美国宇航局的拨款，但在2004年宣布太空探索愿景之后，研究重点发生了重大调整，导致艾姆斯研究中心大量裁员。
2006年10月22日，美国宇航局开设了卡尔·萨根宇宙生命研究中心，继续推进萨根所开拓的事业，包括搜寻地外文明。
2008年，月球轨道器图像恢复项目（LOIRP）利用旧麦当劳店（该建筑后更名为麦克月球）场地，将1966年和1967年发射到月球的五艘月球轨道器数据磁带进行了数字化转换。
同样在2008年，美国宇航局宣布，由于艾姆斯前主管亨利·麦克唐纳“…杰出的领导才能和敏锐的技术洞察力，使艾姆斯研究中心在20世纪90年代末再造了自己”而入选艾姆斯名人堂第60届成员。
2010年，艾姆斯流体力学实验室的科学家们研究了世界杯普天同庆足球的空气动力学原理，得出结论，在45-50英里/小时（72-80公里/小时）速度下它往往会出现“蝴蝶球” 。航空航天工程师拉比·梅塔（Rabi Mehta）将这种效应归因于球的缝合结构导致的不对称流动。
2015年3月，艾姆斯研究中心的科学家们宣布，他们在实验室中，模拟所发现的太空中环境合成了非生物性的“…尿嘧啶、胞嘧啶和胸腺嘧啶，核糖核酸和脱氧核糖核酸的所有三种成分”。

## 公私合作
联邦政府重新分配了部分任务设施和人力资源，以支持 （页面存档备份，存于）私营工业、研究和教育企业。
加利福尼亚大学圣克鲁斯分校与美国宇航局在艾姆斯合作创建了一家“生物、信息和纳米研发机构”（BIN-RDI），惠普则成为该新机构的首家附属公司，“生物、信息和纳米研发机构致力于通过生物技术、信息技术和纳米技术的融合推动科研实现新的突破。
奇点大学在艾姆斯研究中心举办领导力和教育讲座计划；器官保存联盟 （页面存档备份，存于）总部也设立在此，该联盟是一个非营利组织，与玛士撒拉基金会的新器官奖合作，“推动突破长期器官保存的剩余障碍”以克服移植活器官巨大医疗需求的不足；这里还是克莱恩斯皮德科技（Kleenspeed Technologies）公司总部所在地。

### 谷歌
2005年9月28日，谷歌公司和艾姆斯研究中心披露了一项长期合作研究的详情，除了汇集工程人才外，谷歌还计划在艾姆斯园区修建一座占地100万平方英尺2（9.3公倾）的设施。艾姆斯、谷歌和卡内基·梅隆大学三者合作的项目之一为全景云台项目，一种用于创建、共享和注释地面千兆像素图像的机器人平台。行星内容项目旨在整合和改进谷歌用于谷歌月球和谷歌火星项目的数据。2008年6月4日，谷歌宣布已向美国宇航局租赁了42英亩（1.7万米2）位于莫菲特联邦机场的土地，用作办公和员工居住。
位于谷歌山景城总部附近的新谷歌项目于2013年开始建设，计划启用时间为2015年，它被称为“湾景区”，因为可俯瞰旧金山湾。
2013年5月，谷歌公司宣布将启动由艾姆斯研究中心主办的量子人工智能实验室，该实验室将安装一台加拿大D-Wave公司512量子比特的量子计算机，美国大学空间研究协会（USRA）将邀请世界各地的研究人员分享机时，目标是研究量子计算如何推进机器学习。
2014年11月10日宣布，行星风险投资有限责任公司（谷歌子公司）将租赁艾姆斯研究中心莫菲特联邦机场1000平米场地。以前，艾姆斯每年对此的维护和营运成本为630万美元。租约内容包括修复该处历史地标一、二、三号机库，租约于2015年3月生效，为期60年。

## 在艾姆斯的生活和工作
进入艾姆斯需要美国宇航局证件。
研究中心内和周围有各种各样的活动，全职人员和实习生都可参加。基地内有一条健身步道，也被称为“帕库斯步道”（Parcourse trail），但由于铺设后基地布局发生变化，部分路段现在无法进入。

## 另请查看
- 美国宇航局科学园
- 超级计算机
- 加利福尼亚州圣克拉拉县国家史迹名录

### 在线书籍
- . 美国宇航局. 1970年  [2022-02-24]. SP-4302. （原始内容存档于2017-12-25）.
- . 美国宇航局. 2000年  [2022-02-24]. SP-4314. （原始内容存档于2017-12-25）.
- . 美国宇航局. 1998年  [2022-02-24]. SP-3300. （原始内容存档于2017-12-25）.
- . 美国宇航局. 1985年  [2022-02-24]. SP-4304. （原始内容存档于2017-12-25）.